# Paul Gustave Fischer

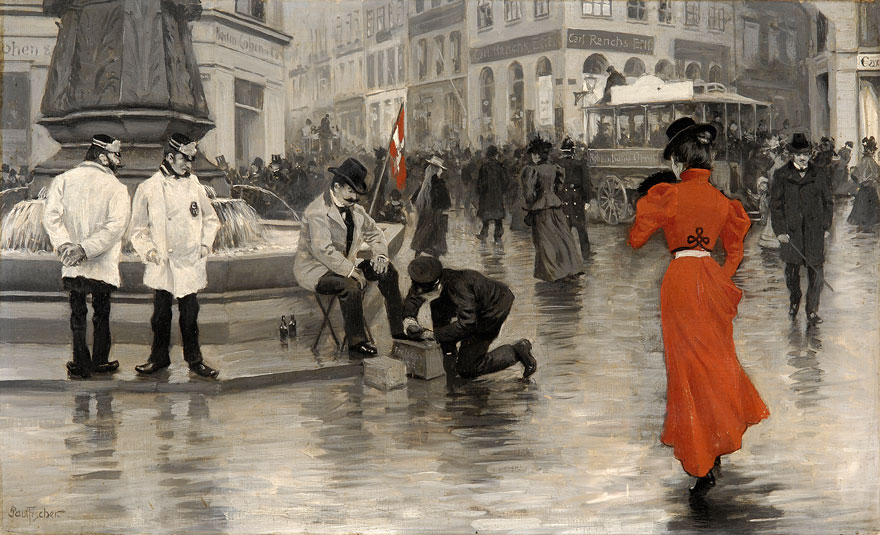
La signora in rosso (1900)

Paul Gustave Fischer (Copenaghen, 22 luglio 1860 – Gentofte, 5 gennaio 1934) è stato un pittore danese.

## Biografia
Nato a Copenaghen, in Danimarca, Paul Fischer apparteneva alla quarta generazione immigrata in Danimarca dei Fischer, famiglia ebrea esponente dell'alta borghesia, originaria della Polonia; era figlio di Philip August Fischer (1817-1907) and Gustafva Albertina Svedgren (1827-83). Il padre di Paul iniziò a lavorare come pittore, ma poi si specializzò nella produzione e commercializzazione di vernici e lacche.
La sua prima formazione artistica iniziò durante l'adolescenza, quando trascorse due anni presso la Reale Accademia d'Arte di Copenaghen. Fischer iniziò a dipingere quando era ancora giovane, guidato da suo padre. Lavorò dal 1878-88 nella fabbrica del padre ed espose regolarmente alla mostra di primavera di Charlottenborg 1884-1902.
La sua reputazione crebbe grazie ad un quadro che aveva pubblicato su Ude og Hjemme, poiché entrò in contatto con i giovani naturalisti danesi. I suoi primi dipinti raffigurano la vita della capitale.  Per questo motivo, è stato chiamato "il pittore di Copenaghen" (Københavns maler). Dopo un soggiorno a Parigi dal 1891 al 1895, le sue tecniche pittoriche e l'impostazione dei suoi colori si fecero più ricchi e più leggeri. Non passò molto tempo prima che Fischer guadagnasse fama come pittore di città, non solo Copenaghen, ma anche di paesaggi urbani della Scandinavia, dell'Italia e della Germania, raggiungendo il suo apice tra il 1890 e il 1910.
Ha beneficiato dei contemporanei in Norvegia e Svezia, specialmente Carl Larsson. Intorno a questo periodo, dipinse anche scene di bagno luminose e solari, alcuni nudi femminili, e sviluppò un interesse per i manifesti, ispirato da Théophile Steinlen e Henri de Toulouse-Lautrec.
Durante il periodo in cui dipinse attivamente, l'arte danese era dominata da Laurits Tuxen. Nonostante la mancanza di riconoscimento critico di Fischer durante la sua vita, la sua arte ha venduto bene. Un evento importante in cui ebbe successo rispetto a Tuxen fu quando la Svezia trasferì la sovranità della Norvegia ai norvegesi: il re di Norvegia commissionò a Fischer, non a Tuxen, l'incarico di dipingere l'evento.

## Vita privata
Fischer si sposò per la prima volta nel 1886 con Dagny Grønneberg (1867-1920). Il matrimonio fu sciolto in seguito. Si sposò una seconda volta nel 1914 con la cantante concertista Martha Vilhelmine Jensen (1888-1966). Morì a Gentofte nel 1934.